# Recilia rugulans
Recilia rugulans là loài côn trùng thuộc họ Cicadellidae, bộ Cánh nửa. Loài này được Naudé miên tả năm 1926.